# Namibia i olympiska sommarspelen 2004
Namibia i olympiska sommarspelen 2004 bestod av 8 idrottare som blivit uttagna av Namibias olympiska kommitté.

## Boxning
Lätt flugvikt
- Joseph Jermia
  - Sextondelsfinal: Bye
  - Åttondelsfinal: Besegrade Peter Wakefield från Australien  (29 - 20)
  - Kvartsfinal: Förlorade mot Sergey Kazakov från Ryssland  (18 - 11)

Flugvikt
- Paulus Ambunda
  - Sextondelsfinal: Bye
  - Åttondelsfinal: Besegrade Jonny Mendoza från Venezuela (39 - 19)
  - Kvartsfinal - Förlorade mot Rustamhodza Rahimov från Tyskland (15 - 28)

## Brottning
Fristil, herrar 96 kg
- Nicolaas Jacobs
  - Pool 3
    - Förlorade mot Rustam Aghayev från Azerbajdzjan (Fall; 1:13)
    - Förlorade mot Islam Bajramukov från Kazakstan (1 - 7)

  - 3:a poolen, gick inte vidare (1 TP, 1 CP, 18:a totalt)

## Cykling
Herrarnas terränglopp
- Mannie Heymans
  - 2:28:28 (29:a, 13:26 bakom)

## Friidrott
Herrarnas 100 meter
- Frankie Fredericks
  - Omgång 1: 10.12 s (1:a i heat 1, kvalificerad, 7:a totalt) (Säsongsbästa)
  - Omgång 2: 10.17 s (4:a i heat 1, gick inte vidare, 15:a totalt)

- Christie van Wyk
  - Omgång 1: 10.49 s (5:a i heat 9, gick inte vidare, 48:a totalt)

Herrarnas 200 meter
- Frankie Fredericks
  - Omgång 1: 20.54 s (1:a i heat 3, kvalificerad, 8:a totalt)
  - Omgång 2: 20.20 s (2:a i heat 1, kvalificerad, 3:a totalt)
  - Semifinal: 20.43 s (3:a i semifinal 1, Qualified, 6:a totalt)
  - Final: 20.14 s (4:a totalt) (Säsongsbästa)

Damernas 800 meter
- Agnes Samaria
  - Omgång 1: 2:00.05 (2:a i heat 2, kvalificerad, 2:a totalt)
  - Semifinal: 1:59.37 (5:a i semifinal 1, gick inte vidare, 8:a totalt)